# Cymodoceaceae
Cymodoceaceae, porodica vodenog bilja iz reda žabočunolike koja je ime dobila po rodu morska resa (Cymodocea). Sastoji se od šest rodova s 19 vrsta od kojih su sve vrste morske.
Jedini predstavnik ove porodice u Hrvatskoj je čvorasta morska resa (Cymodocea nodosa)

## Rodovi
1. Amphibolis C.Agardh, 1822
2. Cymodocea K.D.Koenig, 1806
3. Halodule Halodule Endl., 1841
4. Oceana Byng & Christenh., 2018
5. Syringodium Kütz. in R.F.Hohenacker, 1860
6. Thalassodendron Hartog, 1970